# Fontllonga i Ametlla
Fontllonga i Ametlla és una entitat municipal descentralitzada que pertany al municipi de Camarasa, de la comarca de la Noguera.
Té una superfície de 71,71 km² i, l'any 2019 tenia 63 habitants. És a 750 metres d'altitud, i inclou 4 nuclis de població, Fontllonga, l'Ametlla de Montsec, la Baronia de Sant Oïsme i Figuerola de Meià. L'Ajuntament és a la Plaça Major, 1 de l'Ametlla de Montsec.
La base d'aquesta entitat municipal descentralitzada és l'antic municipi de Fontllonga, agregat a Camarasa el 1970.
El patró és Sant Miquel.